# Selle Italia/1999
Deze pagina geeft een overzicht van de Selle Italia-wielerploeg in 1999.

## Algemeen
Sponsors: Selle Italia (fietsmerk)
Ploegleiders: Gianni Savio, Antonio Castaño, Fabio Becherini
Fietsen: Daccordi

## Renners
| Naam               | Geboortedatum | Nationaliteit | Ploeg 1998                     |
| ------------------ | ------------- | ------------- | ------------------------------ |
| Fortunato Baliani  | 06-07-1974    | Italië        |                                |
| Marco Bellini      | 14-01-1969    | Italië        | Cantina Tollo-Alexia Alluminio |
| Luca Bramati       | 06-11-1968    | Italië        | Specialized                    |
| Rafael Brand       | 17-04-1973    | Colombia      |                                |
| Nelson Delgado     | 04-04-1977    | Colombia      |                                |
| Giuseppe Di Fresco | 08-03-1973    | Italië        | Onbekend                       |
| Jamie Drew         | 12-07-1973    | Australië     | Neo                            |
| Vladimir Forero    | 29-10-1977    | Colombia      |                                |
| Fulvio Frigo       | 22-03-1973    | Italië        |                                |
| Alessio Girelli    | 25-01-1972    | Italië        | Neo                            |
| César Goyeneche    | 26-08-1974    | Colombia      |                                |
| Marcos Lara        | 04-10-1977    | Colombia      | Neo                            |
| Álvaro Lozano      | 14-05-1964    | Colombia      |                                |
| Andris Naudužs     | 05-11-1974    | Letland       | Stagiair                       |
| Freddy Paredes     | 21-09-1974    | Colombia      | Neo                            |
| Jaime Pinzon       | 11-09-1973    | Colombia      |                                |
| Tristan Priem      | 12-02-1976    | Australië     |                                |
| Raúl Saavedra      | 27-09-1969    | Colombia      |                                |
| Csaba Szekeres     | 30-01-1977    | Hongarije     | Stagiair                       |
| Gianluca Tonetti   | 21-04-1967    | Italië        | Onbekend                       |
| Fabio Trinci       | 22-03-1974    | Italië        |                                |
| Marco Vergnani     | 13-07-1969    | Italië        |                                |

## Belangrijke overwinningen
Ronde van Táchira
7e etappe: Vladimir Forero
Melbourne to Warrnambool Classic
Jamie Drew 
1996 · 1997 · 1998 · 1999 · 2000 · 2001 · 2002 · 2003 · 2004 · 2005 · 2006 · 2007 · 2008 · 2009 · 2010 · 2011 · 2012 · 2013 · 2014 · 2015 · 2016 · 2017 · 2018 · 2019 · 2020 · 2021 · 2022